# Дисплей на квантовых точках

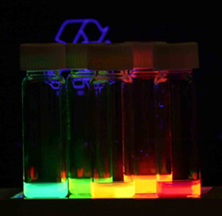
«Квантовые точки», облучённые ультрафиолетовым светом. Различные размеры «квантовых точек» излучают различные цвета.

Дисплей на квантовых точках — отображающее устройство, использующее квантовые точки для получения красного, зелёного и синего света. На данный момент существуют коммерческие модели дисплеев, основанных на квантово-точечных светодиодах (QD-LED или QD-OLED).
QLED (от англ. quantum dot, «квантовая точка») — маркетинговое название технологии изготовления ЖК-экранов со светодиодной подсветкой на квантовых точках от компании Samsung. Подобная технология от компании LG Electronics называется NanoCell, от компании Sony — Triluminos, от компании SHARP — Q-COLOUR, от компании Hisense — ULED.
Квантовые точки — это кристаллы, которые светятся, когда подвергаются воздействию тока или света. Они излучают различные цвета в зависимости от размера и материала, из которого они изготовлены. Исследователи заявляют, что дисплеи на квантовых точках могут иметь сниженное в пять раз энергопотребление по сравнению с обычными ЖК-дисплеями (LCD), а также более продолжительный срок службы по сравнению с OLED-дисплеями.
Также утверждается, что стоимость производства может быть вдвое ниже стоимости изготовления ЖК- и OLED-дисплеев.
По заявлениям создателей, обеспечивает более низкое потребление энергии, чем остальные технологии, в том числе OLED, и низкую стоимость производства (как и электронная бумага, OLED-дисплеи (а также, в некоторой степени, LCD), претендует на статус основной технологии в гибких дисплеях). При этом декларируются гораздо более высокие, чем у конкурирующих технологий, яркость и контрастность.

## Путаница в терминах
Все существующие дисплеи, которые заявляются как QLED, по факту являются LCD-матрицей со светодиодной подсветкой на квантовых точках, то есть единственное их преимущество перед LCD — это расширенный цветовой охват. По сравнению с OLED-телевизорами (где сами пикселы являются маленькими светодиодами), использующими электролюминесценцию, у телевизоров на QLED нет настоящего чёрного цвета и бесконечной контрастности, используется фотолюминесценция — переизлучение света в другом диапазоне частот. По аналогии, LED-телевизоры — это также не электролюминесцентное излучение как OLED, а вид подсветки, где вместо ранее применявшихся люминесцентных ламп с холодным катодом используется панель из светодиодов (LED).

## Принцип действия
Создание целого телевизионного дисплея из квантовых точек, а не просто использование их в качестве подсветки, было начальной целью QD Vision. Предполагалось взять структуру устройства OLED, но использовать квантовые точки в качестве эмиссионного слоя. Они производят монохроматический свет, поэтому более эффективны, чем источники белого света. QD-LED-дисплеи будут использовать электролюминесцентные квантовые точки в качестве излучающих элементов, управляемые активной матрицей из тонкоплёночных транзисторов (TFT).
На данный момент существуют только лабораторные образцы электроэмиссионных дисплеев. Пока все коммерческие продукты используют фотолюминесцентные квантовые точки для подсветки жидкокристаллических дисплеев. Как оказалось, использование квантовых точек для получения чистого спектрального цвета — это сравнительно недорогой способ обеспечить близкую к естественной цветопередачу для жидкокристаллических матриц.

## Технология
В цветных дисплеях каждый пиксель содержит красный, зелёный и синий субпиксель. Эти цвета комбинируются с различной интенсивностью для получения миллионов оттенков. Исследователи смогли создать повторяемые образцы из красных, зелёных и синих полосок, многократно повторяя технологию литографического нанесения. Полоски наносятся непосредственно на матрицу тонкоплёночных транзисторов. Транзисторы сделаны из аморфного индий-галлий-цинкового оксида (IGZnO), обладающего более высокой подвижностью электронов и являющегося полупроводником электронного типа проводимости, имеющего лучшую стабильность, чем транзисторы из аморфного гидрированного кремния (a-Si). В результате, дисплей имеет субпиксели около 50 микрометров в ширину и 10 микрометров в длину, достаточно малого размера, чтобы было возможно использовать их в экранах телефонов.

## История
Идея использования квантовых точек в качестве источника света впервые была разработана в 1990-х годах.
В начале 2000-х учёные начали понимать весь потенциал квантовых точек в качестве следующего поколения дисплеев. В 2004 году для разработки технологии QLED была основана лаборатория QD Vision (США, Лексингтон (Массачусетс)). Впоследствии к ней присоединились компании LG Electronics и Samsung Electronics.
В феврале 2011 года исследователи из Samsung представили разработки первого полноцветного дисплея на основе квантовых точек — QLED. 4-дюймовый дисплей управлялся активной матрицей, это означает, что каждый цветной пиксел с квантовой точкой может включаться и выключаться тонкоплёночным транзистором. Исследователи сделали прототип на стекле и на гибком пластике. Для создания прототипа на кремниевую плату наносится слой раствора квантовых точек и напыляется растворитель. Затем слой квантовых точек аккуратно запрессовывается в резиновый штамп с гребенчатой поверхностью, отделяется и штампуется на стекло или гибкий пластик. Так осуществляется нанесение полосок квантовых точек на подложку.
Использование высокотоксичного кадмия, который в основном применялся в производстве квантовых точек, ограничено 0,01 % по весу однородного материала. Благодаря сотрудничеству Samsung с химической компанией Dow Chemical в 2015 году проблема была решена применением материалов содержащих индий вместо кадмия. В создании технологии квантовых точек без кадмия LG тоже сотрудничает с Dow Chemical и LG Chem.

## Технология подсветки на квантовых точках Color IQ

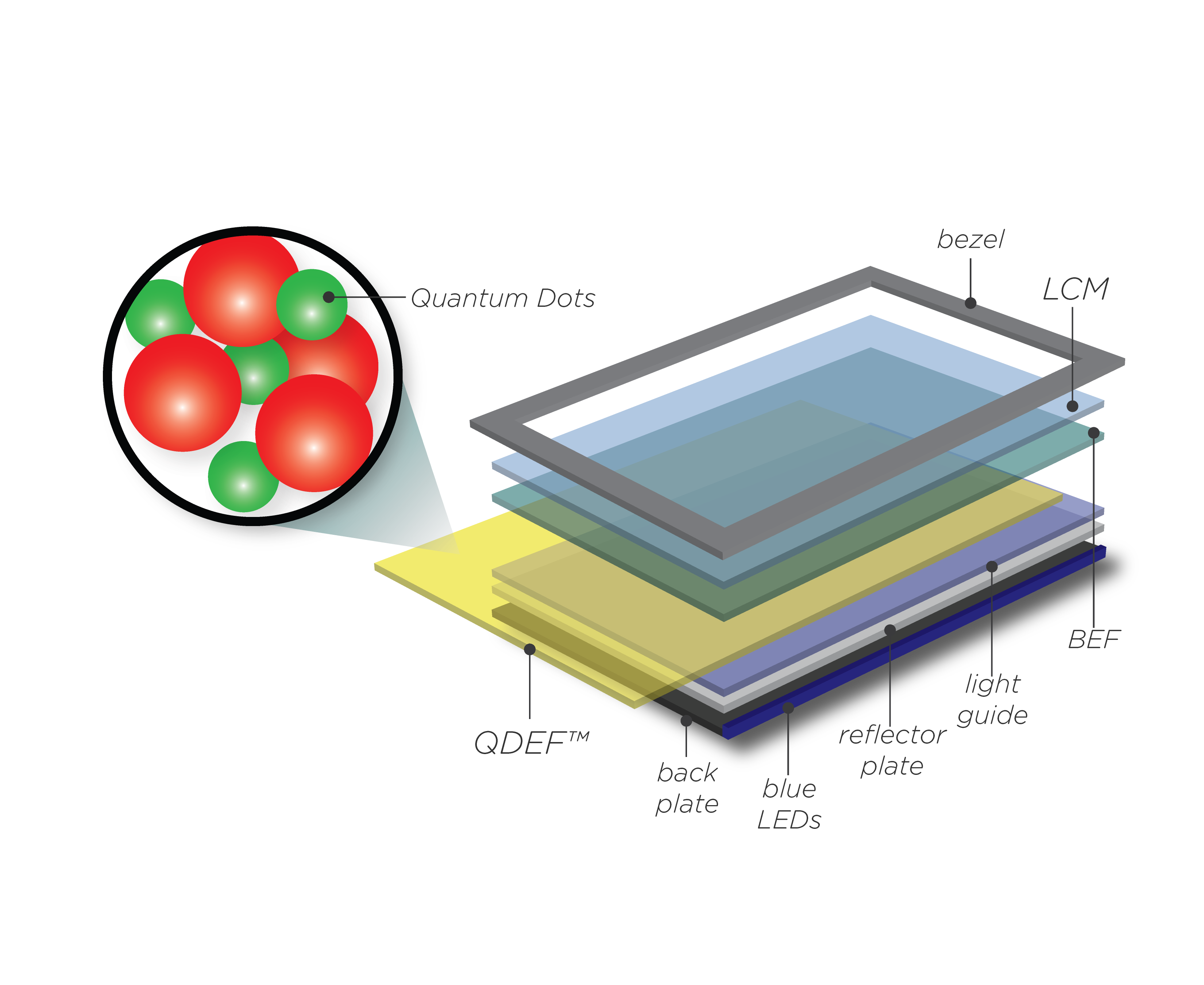
Строение жк-дисплея с плёнкой QDEF

Технология была разработана компанией QD Vision и использована в телевизорах Sony, выпущенных в 2013 году, TCL Corporation, Hisense (K7100).
Свет от синего светодиода проходит через трубку, заполненную красными и зелёными квантовыми точками, которые флуоресцируют и генерируют красный и зелёный свет. Из трубки выходит белый свет, состоящий из смеси оригинального чистого синего, чистого красного и чистого зелёного. Трубки подсветки размещаются по краям дисплея.

## Технология QLED
Название принадлежит Samsung, но его разрешено использовать всем членам QLED Alliance, созданного в апреле 2017 года.

### Технология QDEF (quantum dot enhancement film — улучшающая плёнка с квантовыми точками)[12]
Технология была разработана компанией Nanosys и представлена на выставке SID в 2011 году. Она призвана улучшить цветовую гамму, яркость и контраст экрана. Данная технология используется в телевизорах Samsung, TCL Corporation, Hisense, Philips, планшете Amazon Kindle Fire HD 7, ноутбуке ASUS Zenbook NX-500.
В жк-панелях между блоком подсветки из синих светодиодов и слоем с жидкими кристаллами (LCM) добавляется плёнка, пропитанная случайно распределёнными квантовыми точками двух разных размеров — одни излучают зелёный свет, другие — красный. Красный и зелёный свет смешивается с непоглощённым синим светом, и таким образом формируется белый. Затем он проходит через субпиксельный цветовой фильтр (BEF).

### Технология QDОG (QD on Glass — квантовые точки на стекле)
Технология появилась в 2018 году, а телевизоры с экранами QDОG должны появиться в 2019-м. Технология позволяет сделать телевизоры тоньше и дешевле.
Квантовые точки нанесены на тонкий лист стекла, которое служит световодом.

### Технология QDCF (QD color filter — квантово-точечный цветовой фильтр)
Технология позволяет отказаться от цветного матричного фильтра. Вместо зелёного и красного субпикселов используются ячейки с квантовыми точками, вместо синего субпиксела — прозрачный рассеивающий слой, который пропускает синий свет от светодиодной подсветки. Сложность метода состоит в том, что квантовые точки должны быть расположены очень близко друг к другу, чтобы между ними не проходил синий свет и не мешал получать чистые цвета. Nanosys совместно с производителем чернил Dic Corporation разработали метод нанесения квантовых точек с помощью струйной печати, который был представлен в 2017 году.

## Технология NanoCell
Технологию представила компания LG Display в 2017 году на выставке CES. Она позволила расширить цветовой охват и увеличить угол обзора.
Традиционные экраны IPS обычно снабжены белой светодиодной подсветкой (WLED), которая позволяет им воспроизводить цвета в стандартном цветовом пространстве RGB. В технологии Nano IPS на белые светодиоды (а не на дополнительный светорассеивающий слой, как в QLED) наносится слой наночастиц (отсюда название Nano IPS) — квантовых точек размером менее 2 нм. Они поглощают свет с определённой длиной волны, например, ненужные оттенки жёлтого и оранжевого, что улучшает точность передачи оттенков красного.
LG Electronics использует бескадмиевые квантовые точки Nanoco, поставляемые Dow Chemical.

## Производство
Дистрибьютор MMD (Philips Monitors) и компания QD Vision сообщили, что в Китае начались продажи первого в мире монитора на квантовых точках. Выпускает мониторы гонконгская компания TPV Technology, выкупившая 2011—2014 году бренд «Philips». Речь идёт о 27-дюймовом мониторе 276E6ADS, который, благодаря технологии QD Vision, позволяет говорить о появлении профессиональных дисплеев по цене потребительских моделей. Он был представлен на выставке CES 2015. В основе устройства лежит панель IPS: разрешение панели 1920×1080 пикселов, время отклика 4 мс, максимальная яркость 300 кд/м². Монитор охватывает 99 % пространства Adobe RGB.
2013: телевизоры от Sony серий W900 (модель Ultra HD 55W900) и X900 (65X900, 55X900), планшет Amazon Kindle Fire HDX 7.
2014: на выставке Computex ASUS представила ноутбук Zenbook NX500 с дисплеем, использующим технологию QDEF (Quantum Dot Enhancement Film).
2015: телевизоры от TCL Corporation, Hisense, Samsung, LG Electronics.
2016: телевизоры с прямым экраном от Samsung серий Q9F и Q7F (75-, 65- и 55-дюймовые модели).
2017: телевизоры с изогнутым экраном от Samsung серий Q7C (диагонали 49 и 55 дюймов) и Q8C (диагонали 55, 65 и 75 дюймов) и мониторы серий CHG90 и CHG70 от Samsung . Буква «С» в серии означает «Curved» (изогнутый). На выставке CES 2017 Samsung переименовала свою технологию подсветки «SUHD» в «QLED». Телевизоры от LG серий SJ9500, SJ8500 и SJ8000. Также в этом году появился планшет с технологией Quantum Dot Iconia Tab 10 от Acer, игровые мониторы Acer Predator X27 и ASUS ROG Swift PG27UQ.
2018: монитор ASUS ProArt PA32UC.

## Сравнение
QD-LED-экраны могут генерировать излучение в видимом спектре на 30 % больше, потребляя при этом на 30—50 % меньше энергии, чем ЖК-дисплеи, так как не нуждаются в дополнительной задней подсветке. QD-светодиоды в 50—100 раз ярче, чем ЭЛТ и ЖК-экраны, излучая 40 000 нит (кд/м2). Вещество квантовых точек может быть растворено в водных и неводных растворителях, что позволяет создавать печатаемые и гибкие дисплеи любых размеров, включая телевизоры большой площади. Квантовые точки могут быть неорганическими, что даёт потенциал для улучшения времени жизни по сравнению с OLED (однако, поскольку многие части QD-LED часто изготавливаются из органических материалов, требуется дальнейшее развитие для улучшения функционального времени жизни). В дополнение к OLED-экранам, в качестве конкурирующих технологий с QLED-экранами появляются микросветодиодные дисплеи. Компания Samsung разработала метод изготовления самоизлучающих диодов на квантовых точках со сроком службы 1 миллион часов.
Среди других преимуществ — более насыщенные зелёные цвета, возможность изготовления из полимеров, более тонкий дисплей и использование одного и того же материала для генерации различных цветов.
Одним из недостатков является то, что синие квантовые точки требуют высокоточного контроля времени во время реакции, поскольку синие квантовые точки лишь немного превышают минимальный размер. Поскольку солнечный свет содержит примерно равную яркость красного, зелёного и синего цветов по всему спектру, экран также должен производить примерно равную яркость красного, зелёного и синего цветов для достижения чистого белого цвета, как определено стандартом CIE Illuminant D65. Однако синий компонент экрана может иметь относительно более низкую чистоту цвета и/или точность (динамический диапазон) по сравнению с зелёным и красным, поскольку человеческий глаз в три—пять раз менее чувствителен к синему цвету в условиях дневного света в соответствии с функцией светимости CIE.
В отличие от традиционных ЖК-панелей, QLED-экраны страдают от того же эффекта выгорания экрана, что и OLED-панели. Яркость QLED-экранов начинает уменьшаться спустя 10 000 часов.
По заявлению Сэта Коу-Салливана (Seth Coe-Sullivan), основателя и руководителя компании QD Vision, множество проблем было решено исследователями и инженерами фирмы Samsung, однако лучшие устройства на квантовых точках не столь эффективны, как дисплеи на основе органических светодиодов.